# Paevälja
Paevälja est un quartier du district de  Lasnamäe à Tallinn en Estonie.

## Description
En 2019, Paevälja compte 801 habitants.
Sa superficie est de 1,19 km2.
Ses quartiers limitrophes sont Maarjamäe, Loopealse, Laagna Kurepõllu et Kadriorg.
Les rues du quartier sont Vana-Kuuli, Liikuri tänav, Mäe tänav, Narva maantee, Neemiku tänav, Paekalda tänav, Paevälja puiestee, Panga tänav, Rahu tee, Rünga tänav et Juhan Smuuli tee.

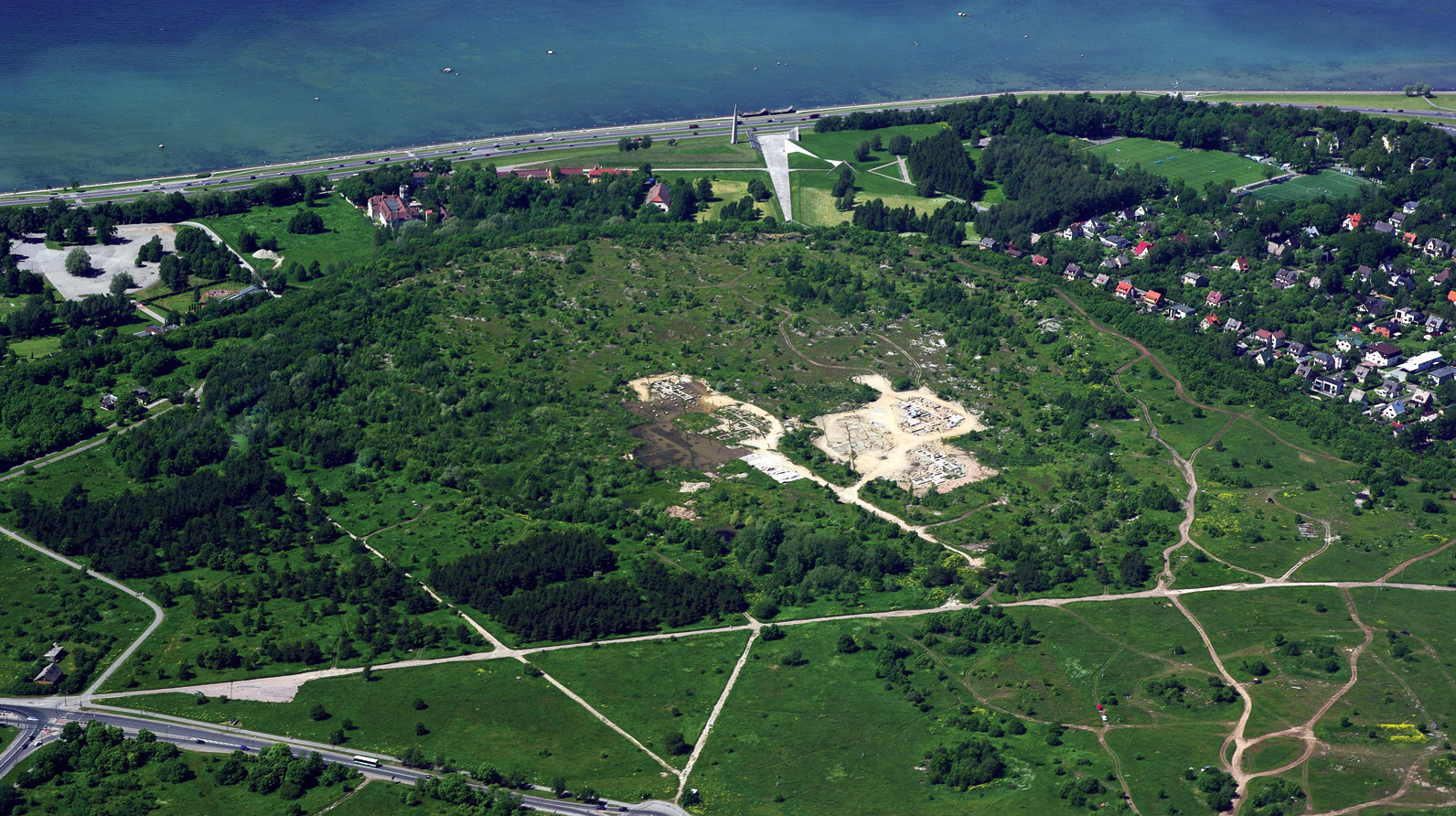
Au premier plan se trouve la partie nord-ouest de Paevälja.

## Population
| 2008 | 2010 | 2011 | 2012 | 2013 | 2014 |
| ---- | ---- | ---- | ---- | ---- | ---- |
| 151  | 236  | 270  | 371  | 407  | 469  |

| 2015 | 2016 | 2017 | 2018 | 2019 | 2020 |
| ---- | ---- | ---- | ---- | ---- | ---- |
| 464  | 507  | 560  | 607  | 801  | 910  |

| 2021 | 2022  | - | - | - | - |
| ---- | ----- | - | - | - | - |
| 974  | 1 165 | - | - | - | - |

## Transports
Les lignes de bus n° 12, 19, 29, 35, 44, 51, 60, 63, 65 desservent le quartier.

## Galerie

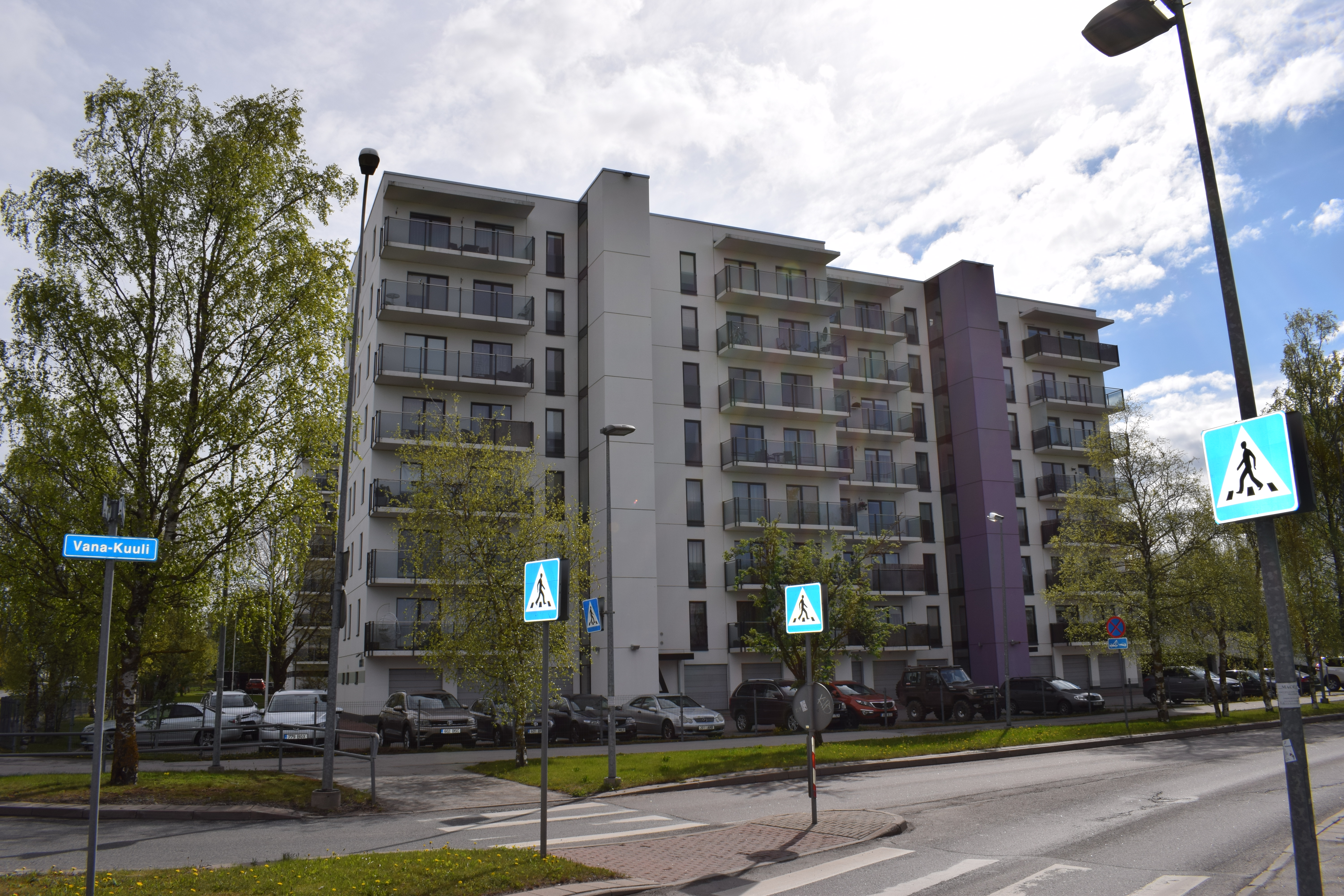
Vana-Kuuli tänav.
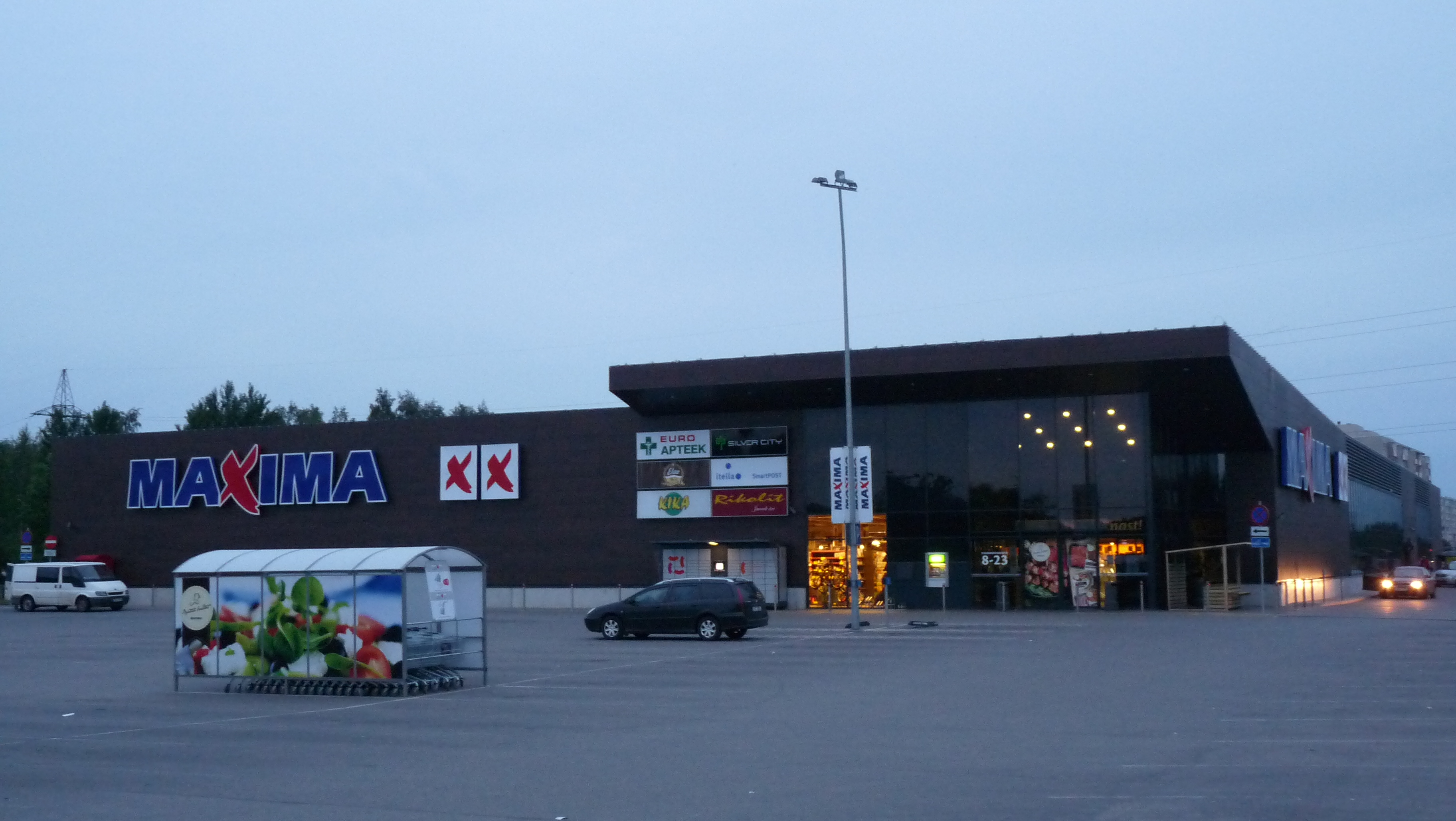
Magasin Maxima.
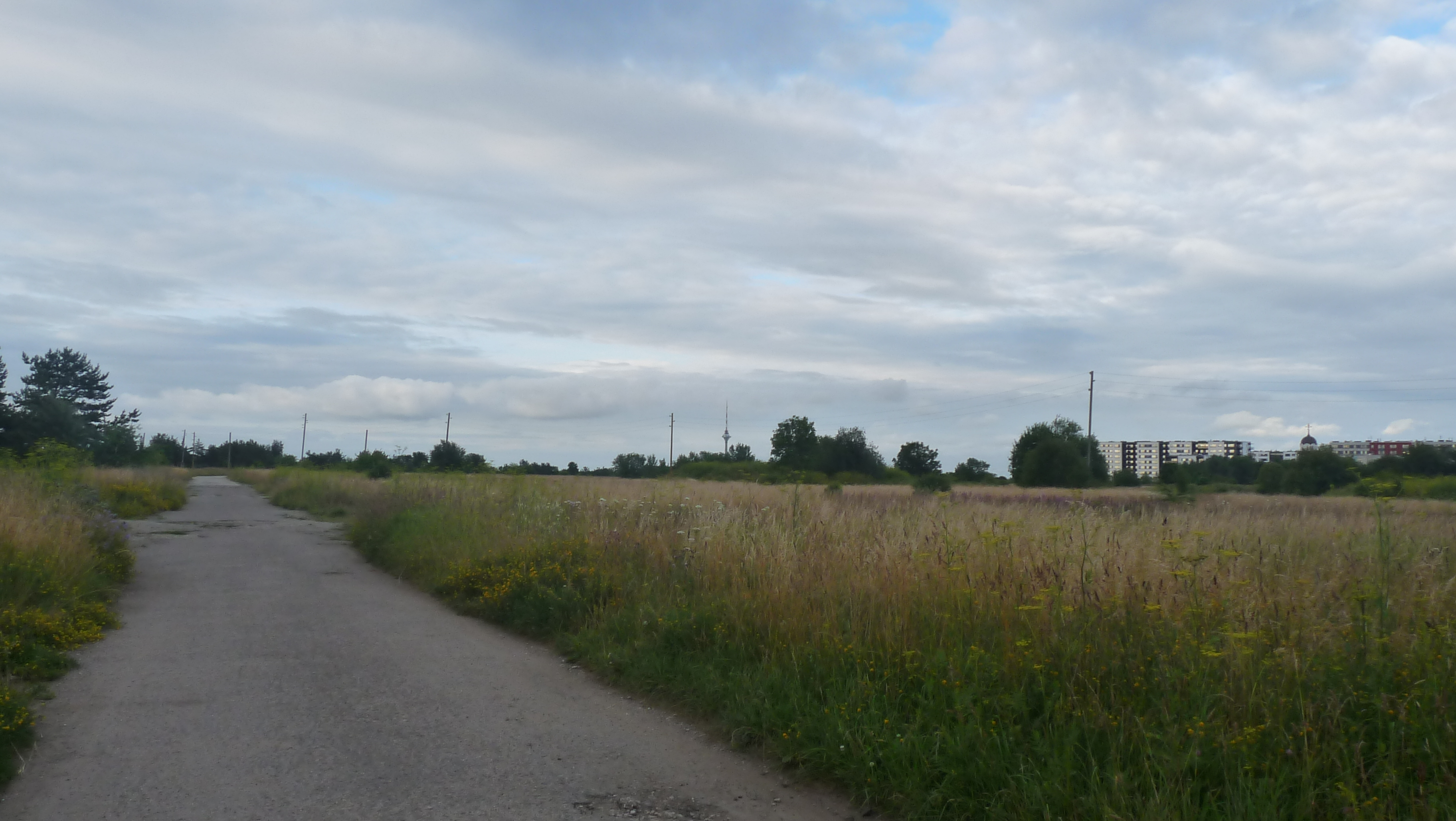
terrains à Paevälja.

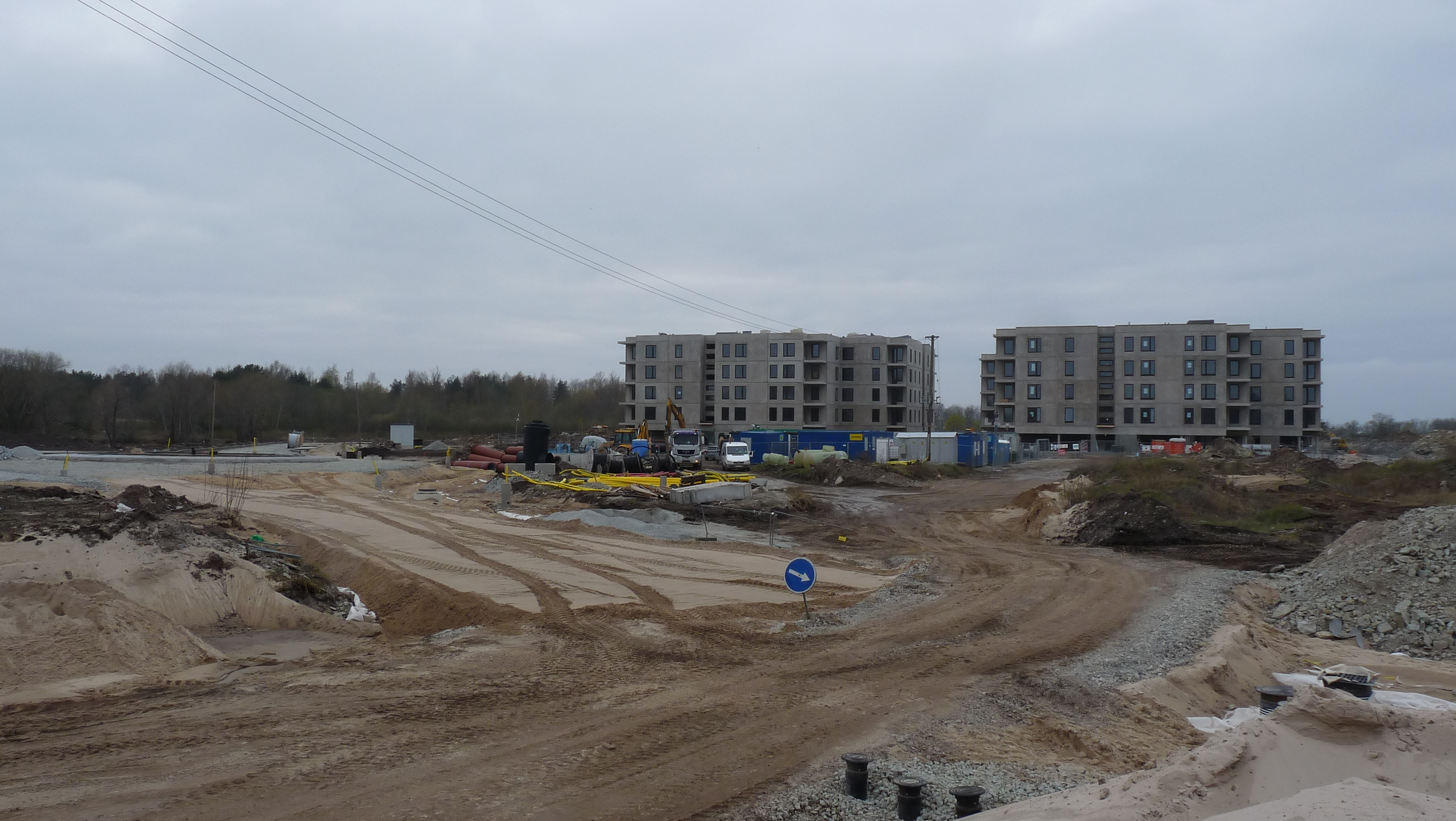
Construction de nouveaux bâtiments résidentiels à Paevälja, 2020
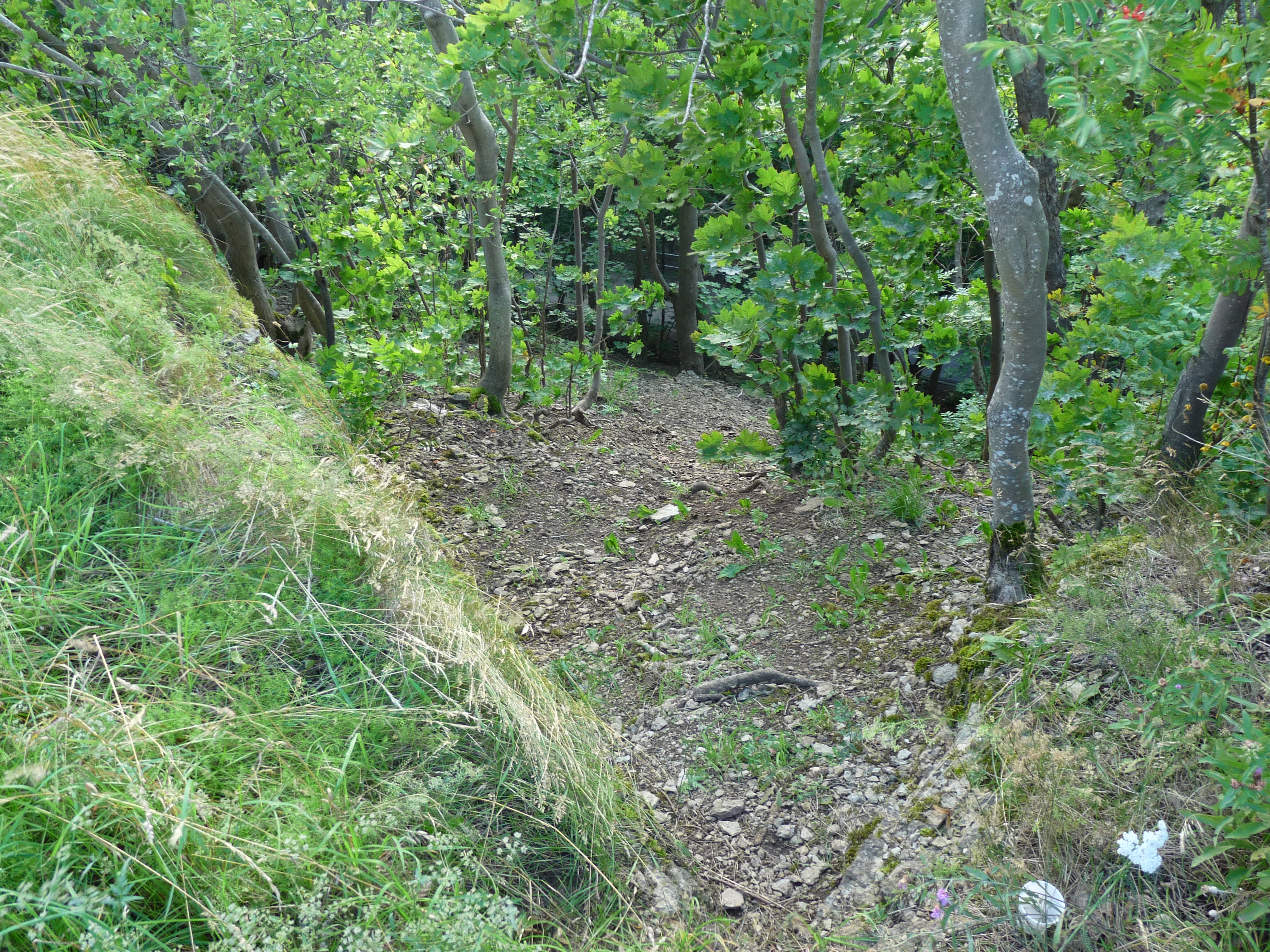
Colline de Lasnamäe à Pirita.
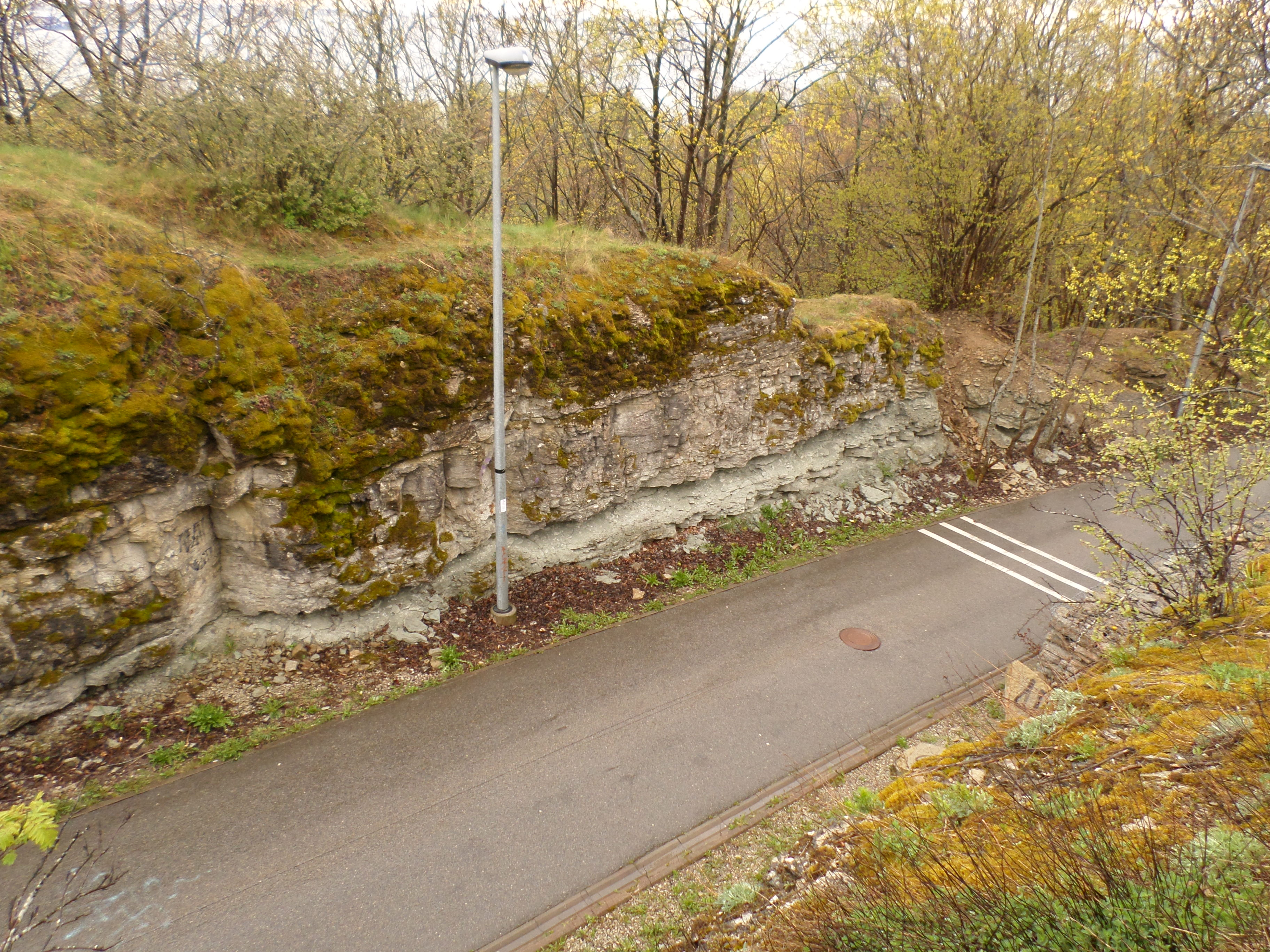